# Bellot (Seine-et-Marne)
Bellot ist eine französische Gemeinde mit 776 Einwohnern (Stand: 1. Januar 2022) im Département Seine-et-Marne in der Region Île-de-France. Sie gehört zum Arrondissement Provins und zum Kanton Coulommiers (bis 2015: Kanton Rebais).
Die Einwohner nennen sich Bellotiers.

## Lage
Bellot liegt etwa 72 Kilometer östlich von Paris am Petit Morin, der die nordwestliche Gemeindegrenze bildet.

### Nachbargemeinden
Umgeben ist Bellot von den Gemeinden Villeneuve-sur-Bellot im Norden, Verdelot im Osten und Nordosten, Saint-Barthélemy im Süden und Südosten, La Ferté-Gaucher im Süden, Saint-Léger im Westen sowie Sablonnières im Nordwesten.

## Bevölkerungsentwicklung
| Jahr      | 1962 | 1968 | 1975 | 1982 | 1990 | 1999 | 2006 | 2013 |
| Einwohner | 552  | 531  | 487  | 534  | 672  | 706  | 780  | 781  |

## Sehenswürdigkeiten
- Kirche Saint-Loup-de-Troyes, Monument historique seit 1926
- Herrenhaus bzw. Schloss Bellot aus dem 16./17. Jahrhundert

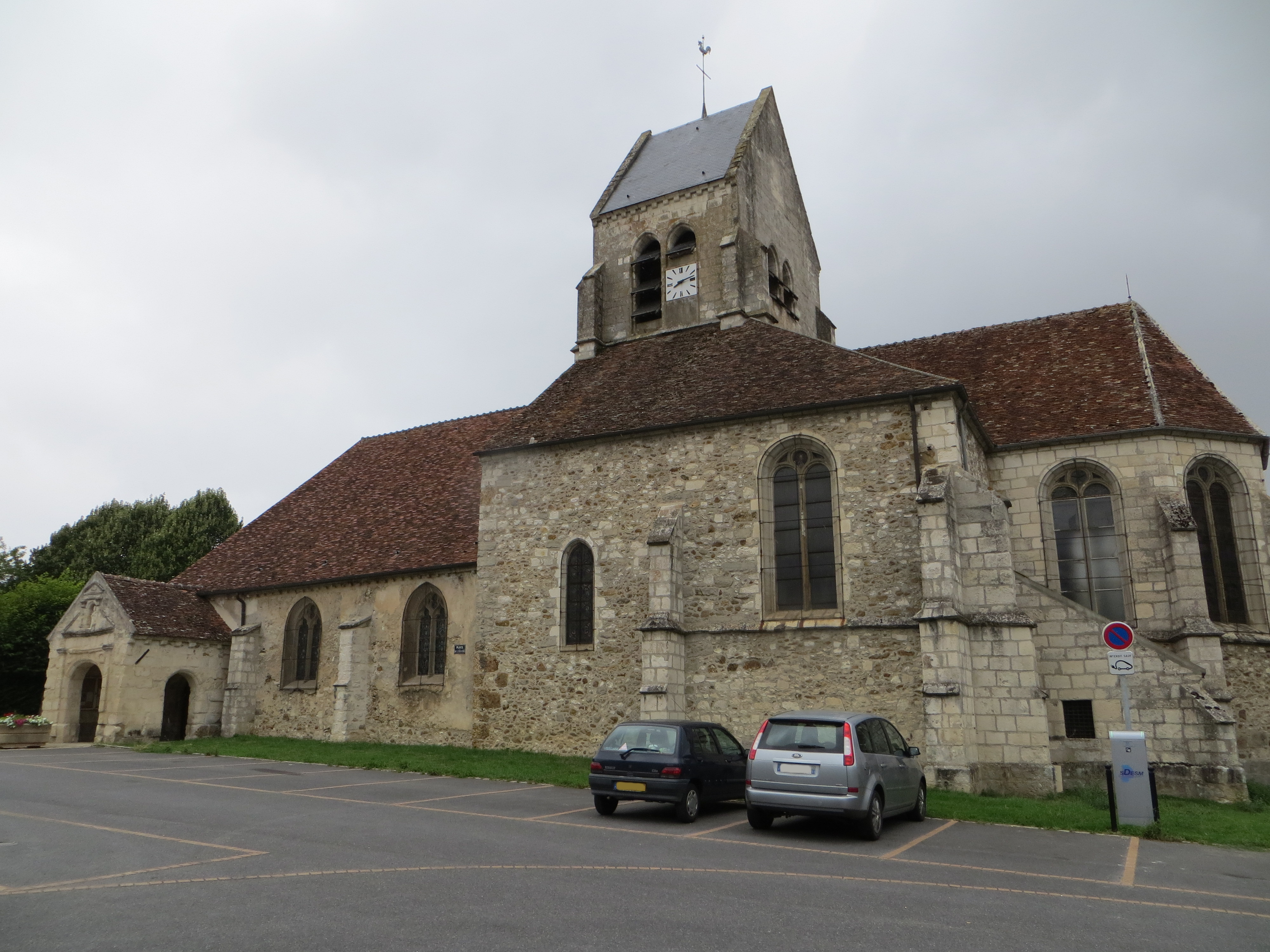
Kirche Saint-Loup-de-Troyes